# Alfredo Foni
Alfredo Foni (Udine, 20 gennaio 1911 – Breganzona, 28 gennaio 1985) è stato un calciatore e allenatore di calcio italiano, di ruolo terzino destro metodista.
Legò la sua attività calcistica principalmente alla Juventus, ottenendo i suoi principali successi durante i suoi quattordici anni di militanza nel club torinese a cavallo degli anni 1930 e 1940. Vincitore del campionato di Serie A 1934-35 e di due Coppe Italia (1937-1938 e 1941-1942), Foni formò con il terzino Pietro Rava, tutti e due compagni di squadra nella Juventus e nella nazionale, una delle migliori linee difensive di tutti i tempi espresse dal calcio italiano, rivelatasi decisiva anche nei trionfi azzurri ai Giochi olimpici di Berlino 1936 e al campionato del mondo di Francia 1938; Foni rimane uno degli unici quattro calciatori italiani – assieme al succitato Rava, Sergio Bertoni e Ugo Locatelli – ad aver vinto entrambe le competizioni.
Iniziò la sua carriera di allenatore in Serie A, una volta conclusa la sua attività agonistica, nel 1951 guidando la Sampdoria, ottenendo i suoi maggiori successi all'Inter, squadra con cui vinse due campionati nazionali consecutivi (1952-1953 e 1953-1954). Dopo aver allenato la nazionale A nel 1957, con la quale mancherà la qualificazione al mondiale in Svezia del 1958, il suo maggior risultato fu la vittoria della Coppa delle Fiere quattro anni più tardi con la Roma, chiudendo la sua carriera professionista nel 1977 dopo aver allenato il Lugano.

## Carriera

### Giocatore

#### Club

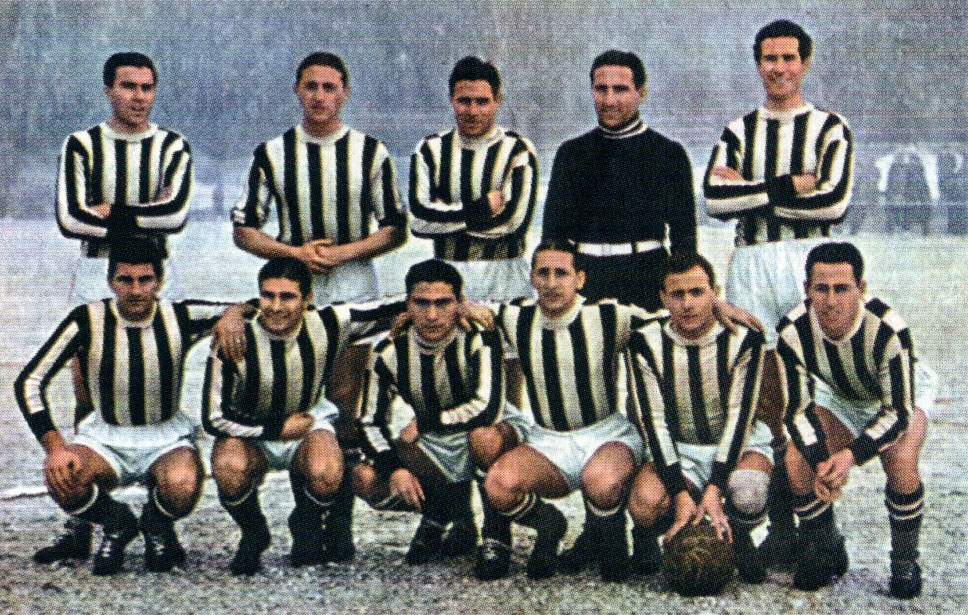
Foni (in piedi, al centro) nella Juventus del 1940-1941

Esordì sedicenne nelle file dell'Udinese, nell'allora Prima Divisione. Nel 1929 passò alla Lazio, in coincidenza con la riforma del girone unico, facendo il suo debutto in Serie A il 2 febbraio 1930 nella sfida fra i biancocelesti e la Pro Vercelli. Dopo due stagioni a Roma passò quindi al Padova per una parentesi triennale.
Chiamato a Torino a sostituire Virginio Rosetta, divenne una bandiera della Juventus con cui giocò ininterrottamente dal 1934 al 1947. In maglia bianconera collezionò 266 presenze in campionato – senza peraltro mai saltare una partita per sette tornei, dal 1934-1935 al 1941-1942 –, per un totale di 370 gare in massima serie.
Nelle tredici stagioni alla Juve, oltre a formare una celebre coppia di terzini con Pietro Rava, vinse lo scudetto del 1935, l'ultimo del cosiddetto Quinquennio d'oro, e due Coppe Italia, nel 1938 e nel 1942. Lasciato il club piemontese, nel 1948-1949 militò infine e brevemente con gli svizzeri del Chiasso, assommando 3 presenze nel campionato elvetico.

#### Nazionale
Esordì in nazionale il 3 agosto 1936, ai Giochi olimpici di Berlino 1936, dove conquistò la medaglia d'oro, tuttora l'unica degli azzurri nel torneo a cinque cerchi.
Sostituì definitivamente il terzino destro titolare Eraldo Monzeglio proprio al campionato del mondo 1938 in Francia, riformando anche in maglia azzurra la coppia con Rava e arrivando a conquistare il titolo iridato, il secondo per gl'italiani. Chiuse la carriera internazionale nel 1942, con 23 presenze in totale.

### Allenatore

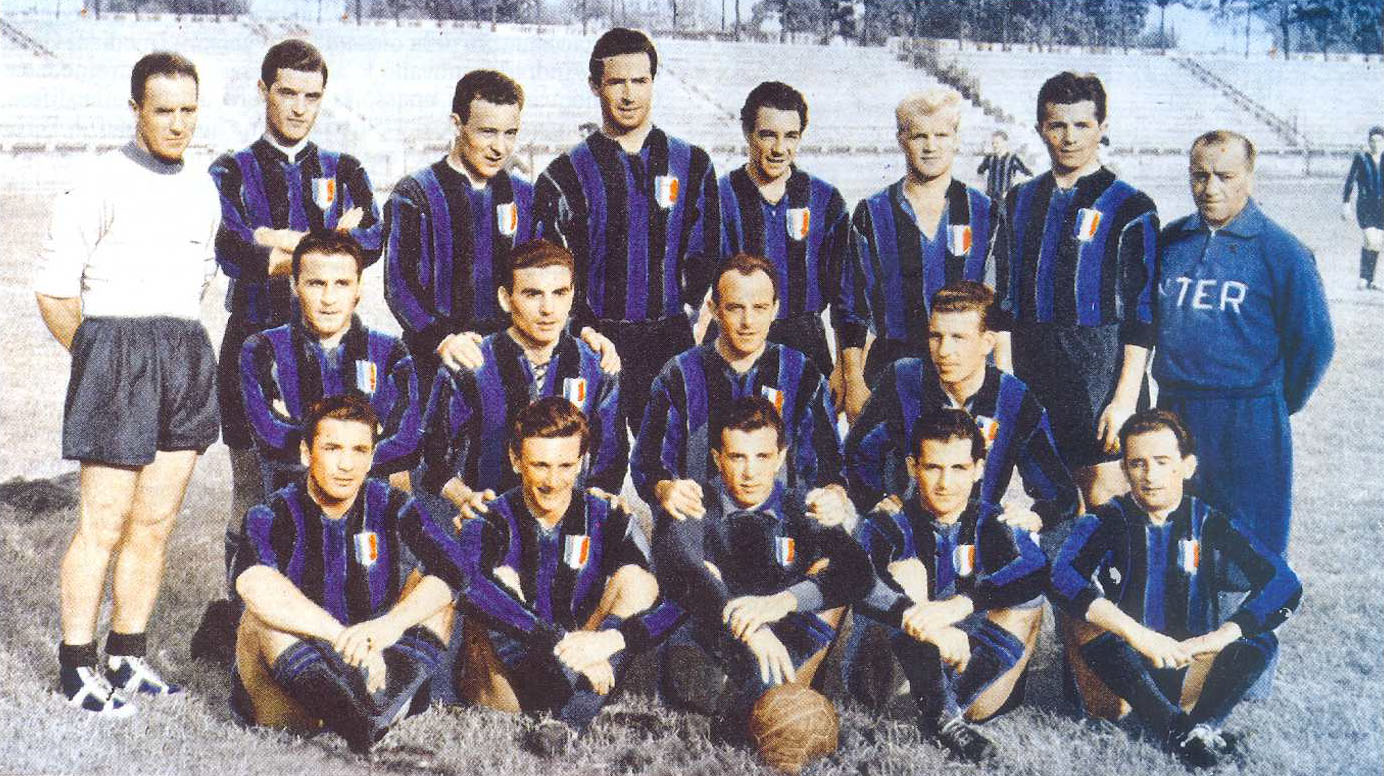
Foni (in piedi, primo da sinistra) allenatore dell'Inter scudettata della stagione 1952-1953

Conclusa la carriera agonistica, nel secondo dopoguerra Foni intraprese quella di allenatore. Debuttò con il Venezia nella stagione 1947-1948, in Serie B, venendo esonerato durante il campionato e sostituito con Bepi Girani. Seguirono poi le esperienze con Casale e Pavia, in Serie C, prima di cimentarsi per la prima volta con la massima categoria grazie alla Sampdoria, nel torneo 1951-1952.
Nella stagione 1952-1953 approdò all'Inter, vincendo subito il campionato italiano e bissando lo scudetto un anno dopo, al termine di un lungo testa a testa, in entrambi i casi, con la Juventus. Dopo i trionfi nerazzurri fu chiamato a guidare l'Italia: fece parte della commissione tecnica nel quadriennio 1954-1958, divenendo commissario tecnico nel 1957, ma fu protagonista in negativo non riuscendo a far qualificare gli azzurri al campionato del mondo 1958 – prima volta nella storia del calcio italiano, eccezion fatta per la volontaria rinuncia del 1930 –, causa la sconfitta contro la modesta Irlanda del Nord passata alla storia come il disastro di Belfast.
Tornato ad allenare squadre di club, a cavallo degli anni 1950 e 1960 si sedette sulle panchine di Bologna, Udinese e, in due periodi distinti, Roma, con cui vinse nel 1961 la Coppa delle Fiere battendo in finale gli inglesi del Birmingham City. Fu in seguito selezionatore di un'altra nazionale, quella della Svizzera, guidata nel triennio 1964-1967 prima di un fugace ritorno all'Inter, nel campionato 1968-1969. Chiuse infine la carriera da tecnico negli anni 1970, dopo le ultime esperienze con Bellinzona, Mantova e Lugano.

## Statistiche

### Cronologia presenze e reti in nazionale
| Cronologia completa delle presenze e delle reti in nazionale ― Italia | Cronologia completa delle presenze e delle reti in nazionale ― Italia | Cronologia completa delle presenze e delle reti in nazionale ― Italia | Cronologia completa delle presenze e delle reti in nazionale ― Italia | Cronologia completa delle presenze e delle reti in nazionale ― Italia | Cronologia completa delle presenze e delle reti in nazionale ― Italia | Cronologia completa delle presenze e delle reti in nazionale ― Italia | Cronologia completa delle presenze e delle reti in nazionale ― Italia |
| Data                                                                  | Città                                                                 | In casa                                                               | Risultato                                                             | Ospiti                                                                | Competizione                                                          | Reti                                                                  | Note                                                                  |
| --------------------------------------------------------------------- | --------------------------------------------------------------------- | --------------------------------------------------------------------- | --------------------------------------------------------------------- | --------------------------------------------------------------------- | --------------------------------------------------------------------- | --------------------------------------------------------------------- | --------------------------------------------------------------------- |
| 3-8-1936                                                              | Berlino                                                               | Stati Uniti                                                           | 0 – 1                                                                 | Italia                                                                | Olimpiadi 1936 - Ottavi di finale                                     | -                                                                     |                                                                       |
| 7-8-1936                                                              | Berlino                                                               | Giappone                                                              | 0 – 8                                                                 | Italia                                                                | Olimpiadi 1936 - Quarti di finale                                     | -                                                                     |                                                                       |
| 10-8-1936                                                             | Berlino                                                               | Norvegia                                                              | 1 – 2 dts                                                             | Italia                                                                | Olimpiadi 1936 - Semifinale                                           | -                                                                     | cap.                                                                  |
| 15-8-1936                                                             | Berlino                                                               | Austria                                                               | 1 – 2 dts                                                             | Italia                                                                | Olimpiadi 1936 - Finale                                               | -                                                                     | cap. 1º titolo olimpico                                               |
| 27-5-1937                                                             | Oslo                                                                  | Norvegia                                                              | 1 – 3                                                                 | Italia                                                                | Amichevole                                                            | -                                                                     |                                                                       |
| 22-5-1938                                                             | Genova                                                                | Italia                                                                | 4 – 0                                                                 | Jugoslavia                                                            | Amichevole                                                            | -                                                                     |                                                                       |
| 12-6-1938                                                             | Parigi                                                                | Francia                                                               | 1 – 3                                                                 | Italia                                                                | Mondiali 1938 - Quarti di finale                                      | -                                                                     |                                                                       |
| 16-6-1938                                                             | Marsiglia                                                             | Brasile                                                               | 1 – 2                                                                 | Italia                                                                | Mondiali 1938 - Semifinale                                            | -                                                                     |                                                                       |
| 19-6-1938                                                             | Parigi                                                                | Ungheria                                                              | 2 – 4                                                                 | Italia                                                                | Mondiali 1938 - Finale                                                | -                                                                     | 2º titolo mondiale                                                    |
| 20-11-1938                                                            | Bologna                                                               | Italia                                                                | 2 – 0                                                                 | Svizzera                                                              | Amichevole                                                            | -                                                                     |                                                                       |
| 4-12-1938                                                             | Napoli                                                                | Italia                                                                | 1 – 0                                                                 | Francia                                                               | Amichevole                                                            | -                                                                     |                                                                       |
| 26-3-1939                                                             | Firenze                                                               | Italia                                                                | 3 – 2                                                                 | Germania                                                              | Amichevole                                                            | -                                                                     |                                                                       |
| 13-5-1939                                                             | Milano                                                                | Italia                                                                | 2 – 2                                                                 | Inghilterra                                                           | Amichevole                                                            | -                                                                     |                                                                       |
| 4-6-1939                                                              | Belgrado                                                              | Jugoslavia                                                            | 1 – 2                                                                 | Italia                                                                | Amichevole                                                            | -                                                                     |                                                                       |
| 8-6-1939                                                              | Budapest                                                              | Ungheria                                                              | 1 – 3                                                                 | Italia                                                                | Amichevole                                                            | -                                                                     |                                                                       |
| 11-6-1939                                                             | Bucarest                                                              | Romania                                                               | 0 – 1                                                                 | Italia                                                                | Amichevole                                                            | -                                                                     |                                                                       |
| 20-7-1939                                                             | Helsinki                                                              | Finlandia                                                             | 2 – 3                                                                 | Italia                                                                | Amichevole                                                            | -                                                                     |                                                                       |
| 12-11-1939                                                            | Zurigo                                                                | Svizzera                                                              | 3 – 1                                                                 | Italia                                                                | Amichevole                                                            | -                                                                     |                                                                       |
| 3-3-1940                                                              | Torino                                                                | Italia                                                                | 1 – 1                                                                 | Svizzera                                                              | Amichevole                                                            | -                                                                     |                                                                       |
| 5-5-1940                                                              | Milano                                                                | Italia                                                                | 3 – 2                                                                 | Germania                                                              | Amichevole                                                            | -                                                                     |                                                                       |
| 1-12-1940                                                             | Genova                                                                | Italia                                                                | 1 – 1                                                                 | Ungheria                                                              | Amichevole                                                            | -                                                                     |                                                                       |
| 5-4-1942                                                              | Genova                                                                | Italia                                                                | 4 – 0                                                                 | Croazia                                                               | Amichevole                                                            | -                                                                     |                                                                       |
| 19-4-1942                                                             | Milano                                                                | Italia                                                                | 4 – 0                                                                 | Spagna                                                                | Amichevole                                                            | -                                                                     |                                                                       |
| Totale                                                                |                                                                       | Presenze                                                              | 23                                                                    |                                                                       | Reti                                                                  | 0                                                                     |                                                                       |

## Palmarès

### Giocatore

#### Club
- Campionato italiano: 1

Juventus: 1934-1935
- Coppa Italia: 2

Juventus: 1937-1938, 1941-1942

#### Nazionale
- Oro olimpico: 1

Berlino 1936
- Campionato mondiale: 1

Francia 1938

#### Individuale
- All-Star Team dei Mondiali: 1[9]

Francia 1938

### Allenatore

#### Club

##### Competizioni nazionali
- Campionato italiano: 2

Inter: 1952-1953, 1953-1954

##### Competizioni internazionali
- Coppa delle Fiere: 1

Roma: 1960-1961